# Schloss Mariastein

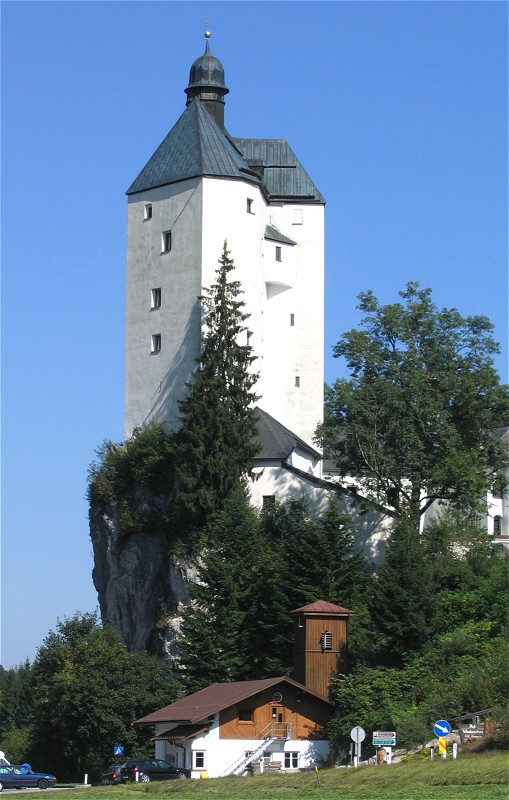
Schloss Mariastein

Das Schloss Mariastein und die Ortschaft Mariastein liegen links und oberhalb des Inns zwischen Wörgl und Kufstein im Bezirk Kufstein/Tirol. Ursprünglich hieß diese Burg Stayn (Stain), nach der Erbauung der Gnadenkapelle und dem Beginn der Marienwallfahrt 1587 wurde sie in Mariastein umbenannt.

## Lage
Das Schloss und die Wallfahrtskirche zu Mariastein ist auf den Straßen von Kufstein, Wörgl und Kirchbichl zu erreichen. Die Burg befindet sich auf der etwa 150 m über dem Unterinntal gelegenen Angerbergterrasse von Wörgl. Der hohe Bergfried ist durch einen bewaldeten Höhenzug des Angerberges gegen das Inntal hin abgeschirmt und ist auch von der knapp 2 Kilometer entfernt vorbeiführenden Bahnlinie und der Inntal-Autobahn nur einige Augenblicke sichtbar. Der Wohnturm der ehemaligen Burg liegt exponiert auf einem Felsen. Er ist 42 m hoch, die Mauerstärke beträgt 1,75 m, der Turm ist über 150 Stufen zu ersteigen.

## Geschichte

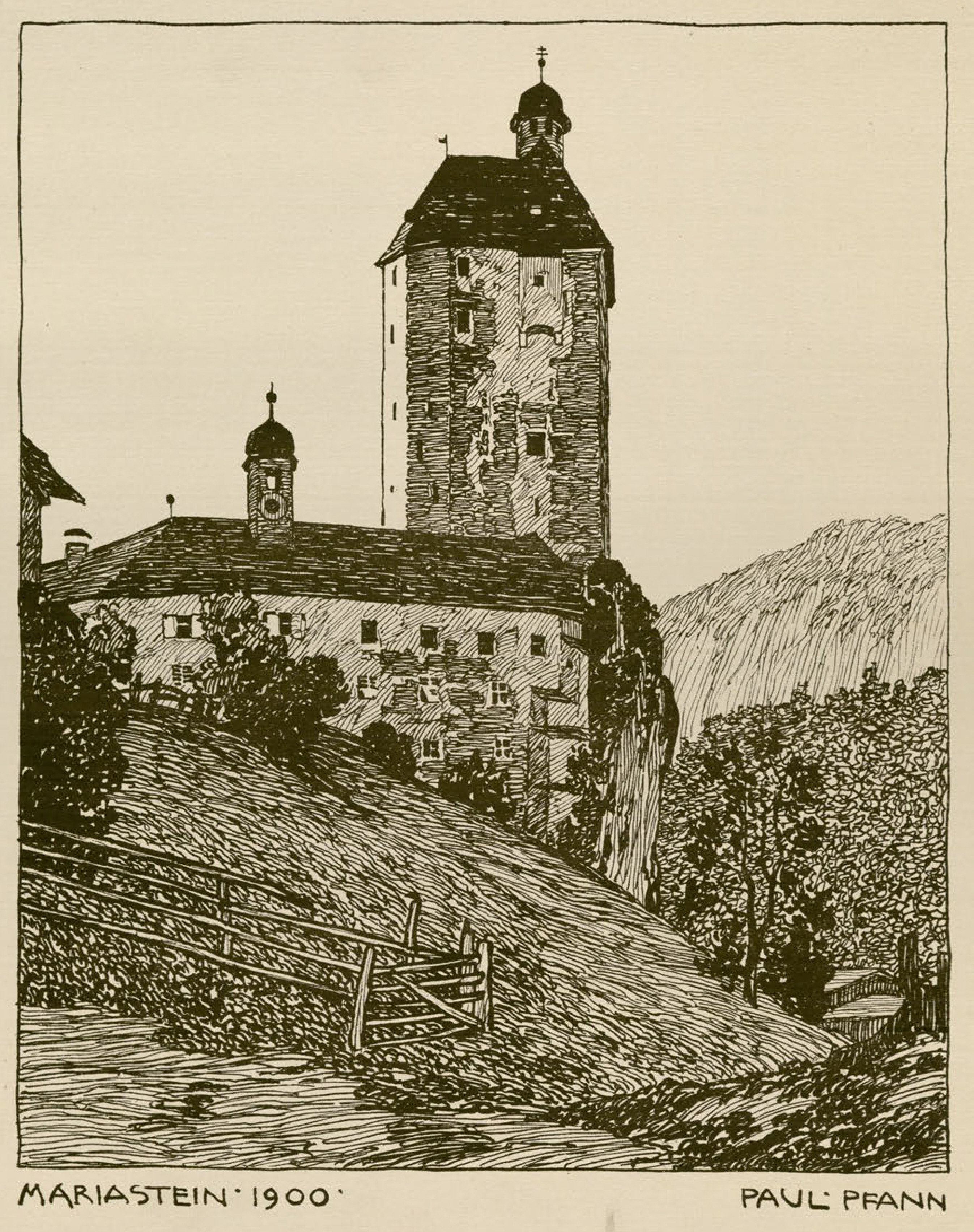
Mariastein um 1900

Der heute noch bestehende Wehrturm der Anlage ist um 1361 von den Herren von Freundsberg errichtet worden. Allein der Umstand, dass in diesem Gebäude sich Kirche und Gnadenbild im obersten Geschoß befinden und nur über 150 Stufen erreichbar sind, lässt die ursprünglich kriegerische Bestimmung des Turmes erkennen. Im Gebiet des Nordtiroler Unterlandes spielten im Hochmittelalter die auf ihrer gleichnamigen Burg in Schwaz sitzenden Ritter von Freundsberg eine bedeutende Rolle. Die bewaffneten Auseinandersetzungen, die als Folge der Eheschließung Ludwigs von Brandenburg mit Margarete Maultasch 1356 ausbrachen, wirkten sich besonders für diese Gegend bedrohlich aus. So wurden auch die Freundsberger gezwungen, ihren reichen Besitz im Unterinntal zu befestigen. Damals führte die wichtigste Straße nach Rosenheim über den Angerberg an dieser Burg vorbei. Nach der Verlegung der Straße auf das andere Innufer sowie dem Fortschritt auf dem Gebiet der Kriegsführung wurde die Befestigungsanlage bedeutungslos, da die Burg den im 15. Jahrhundert entwickelten Feuerwaffen nicht mehr standhalten konnte. Der heute waagrechte Gebäudeteil, das Schloss, stammt als Wohntrakt aus dem 15. und 16. Jahrhundert.
Hans von Freundsberg verkaufte die „burg auf dem Stayn“ 1379 an die bayerischen Herzöge; noch 1445 ist als deren Gerichtspfleger Thomas Wurm „pfleger zum Stain“ urkundlich bezeugt. 1448 verkaufte Herzog Heinrich von Niederbayern den Besitz an seinen Pfleger Hans Ebbser, die Burg wurde damit österreichisch. Die Herren von Ebbs ließen den Turm um zwei Stockwerke erhöhen und stifteten eine Madonnenfigur mit dem Jesuskind, die heutige Gnadenmadonna. 1487 bis zu seinem Tode besaß Marquard Ritter von Breisach, kaiserlicher Gesandter in Venedig, Schloss und Herrschaft Mariastein.
1558 ist die Burg im Besitz des Gewerken Georg Ilsung aus Augsburg. Einer Legende nach soll sich damals das sog. Marienwunder ereignet haben: Georg Ilsung wollte die schon lange verehrte Marienstatue nach Augsburg bringen, aber von Engeln wurde sie zweimal zurück in die Burg gebracht. Nach diesem Marienwunder wurde Mariastein vor allem im 18. Jahrhundert zu einem Wallfahrtsort. Georg Ilsung überließ 1587 die Burg Karl Schurff dem Freiherrn zu Schönwörth (Volders), Oberhofmeister und Richter von Kufstein. Mit ihm begann für das arg herabgewirtschaftete Anwesen endlich eine neue Zeit des Aufbaues. Gemeinsam mit seiner Frau, der Baronin Polyxena Closen-Freyberg von Hohenaschau, gestaltete dieser das Schloss zu einer bis heute florierenden Wallfahrtsstätte um. Zur Zeit des Dreißigjährigen Krieges betreuten bereits sechs Priester und zwei Einsiedler die Pilgerschar. Nach dem Letzten der Schurff (Baron Ferdinand, † 16. September 1688) kam die Burg an die mit ihnen verwandten Grafen von Stachelburg.
1747 kam das Schloss an Simon Felix von Crosina, der es 1773 den letzten Besitzern, den Grafen Klotz aus Südtirol, verkaufte. Der Letzte seines Stammes, Graf Paris von Klotz zu Trient, veräußerte 1835 den ganzen Besitz an Wald und Feld, die Herrschaft wurde zerstückelt, die Pächter zu Eigentümern und alles wurde zu Geld gemacht. Die merkwürdigen Rechtsansichten des Generalbevollmächtigten des Grafen Klotz haben dazu geführt, dass Schloss und Wallfahrtskirche über Nacht ohne finanzielle Grundlage dastanden. Dazu kam, dass das kostspielige Schlossgebäude als Kirchenvermögen viel zu hoch angerechnet und die Patronatspflicht einfach abgeschüttelt wurde. Man fing damals sogar an, Gebäulichkeiten des Schlosses niederzureißen. Der Erzdiözese Salzburg ist es danken, dass Schloss und Wallfahrtskirche 1835 von ihr übernommen, so vor der drohenden Zerstörung bewahrt und für kommende Generationen gerettet wurden.
Im 20. Jahrhundert gebührt dem Salzburger Erzbischof Andreas Rohracher (1943–1969) das Verdienst, nach dem Krieg den Wiederaufbau der teilweise ruinösen Anlage in die Hand genommen zu haben. Denn weder die Gemeinde noch das Land bzw. die Pfarre sahen sich für die Rettung von Mariastein zuständig, das ja direkt der Erzdiözese unterstellt ist und von ihr bis heute tatkräftig unterstützt wird. Im Grundbuch ist übrigens als „Besitzer“ seit alters her „Unsere Liebe Frau von Mariastein“ eingetragen. Die unter Erzbischof Rohracher 1956 begonnenen Renovierungsarbeiten konnten erst 1994 im Wesentlichen abgeschlossen werden. Für die Erhaltung von Schloss und Kirche sorgen heute die Wallfahrer, die Erzdiözese Salzburg und das Land Tirol.

## Kunstgeschichte

### Schlosshof
Durch den Torbogen betritt man den vom Kaplaneigebäude gesäumten Schlosshof. Der 1956 dank Stiftungen durch die Gemeinde Mariastein, die Tiroler Passionsspiele Thiersee und viele gläubige Wallfahrer errichtete Freialtar dient im Sommer zahlreichen Wallfahrtsgottesdiensten, aber auch den sonntäglichen Spätmessen.

### Kerzenkapelle und Rüstkammer

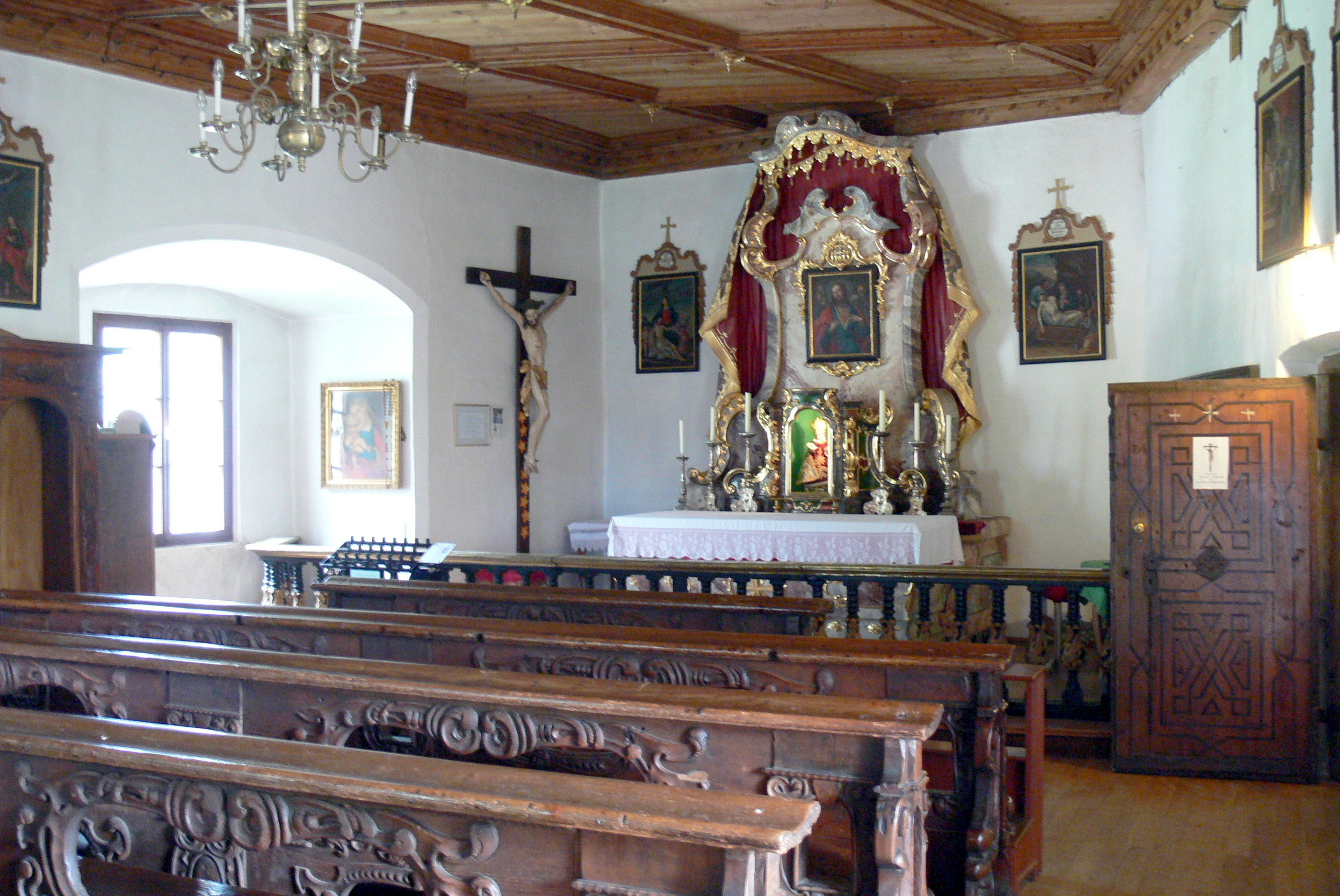
Kreuzkapelle

Das Turmuntergeschoß mit seinem spätgotischen Netzgratgewölbe, der in der Nische aufgestellten Pietà und dem frühbarocken Madonnenaltärchen dient heute als Kerzenkapelle. Im Zwischengeschoß, der ehemaligen Rüstkammer, sind zwei interessante Dioramen zu betrachten: eine Tiroler Krippe sowie eine historische Darstellung aus der Wallfahrtsgeschichte von Mariastein. Ein bemerkenswertes Zeugnis überlieferter Volksfrömmigkeit stellt das Heilige Grab dar, das sich ursprünglich in der Pfarrkirche von Angath befand.

### Rittersaal
Der frühere Rittersaal befindet sich im Stockwerk über der Kerzenkapelle und der Rüstkammer, allerdings ist er nur im Rahmen einer Führung zugänglich. Nach dem bedauerlichen Verfall Mariasteins zu Beginn des 19. Jahrhunderts und der damit einhergehenden Verschleuderung zahlreicher Kunstgegenstände dient der Rittersaal heute zur Aufbewahrung der wenigen noch verbliebenen Kunstschätze. Leider wurden die gesamten Bestände der Rüstkammer einem Huf- und Wagenschmied zu einem Spottgeld überlassen. Es sind nur noch vier Helme und vier Rüstungen erhalten, welche allerdings an verschiedenste Museen und Ausstellungen ging. Doch nicht alles ging verloren. Vor allem handelt es sich um zwei Renaissance-Silberleuchter, 1599 gestiftet, weiterhin das 1602 gemalte und reich illuminierte Evangelienbuch. Außerdem sind die lebensgroßen Porträts ehemaliger Schlossherren zu sehen, die durch das Landesdenkmalamt gerade noch vor dem Verfall gerettet wurden.

## Wallfahrt

### Anfänge
Vermutlich befand sich die ursprüngliche Kapelle im untersten, ganz aus dem Naturfelsen gehauenen Geschoß, dessen spitzbogig gewölbter Raum durch eine Eisentüre betretbar ist. Eine Art Sakramentshäuschen erinnert wohl an die ehemals kirchliche Verwendung. Hierher stifteten die Brüder Freundsberg am 16. November 1371 eine Wochenmesse. Als 1448 die Ebbser die Burg übernommen hatten, gingen sie sogleich daran, an Stelle der bisher viel zu kleinen Kapelle das oberste Geschoß des Turmes als Sakralraum auszugestalten. Zwar gibt es keine Weiheurkunde für diese neue Kapelle, doch heute feiert man am 8. September, Maria Geburt, Kirchweihe.

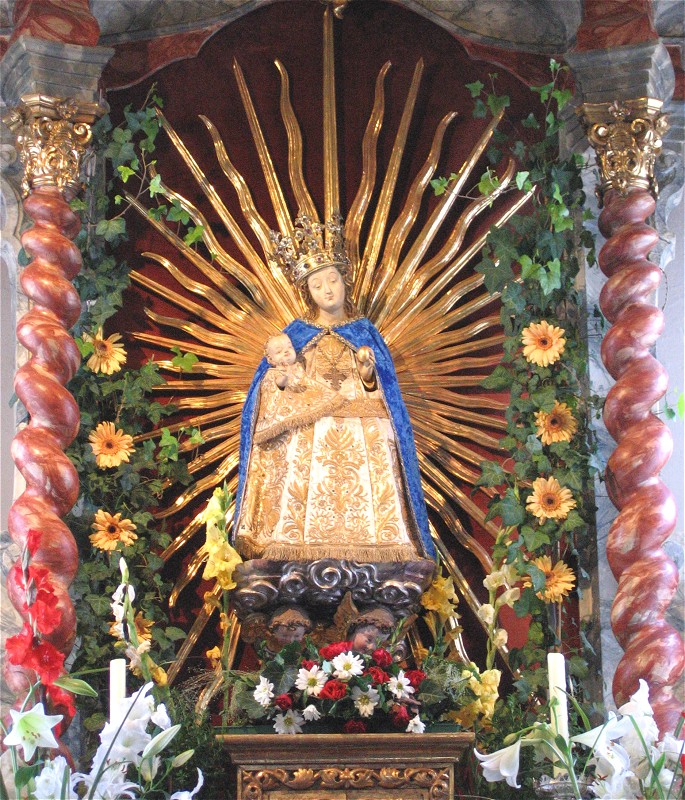
Gnadenmuttergottes

### Entwicklung vom 16. bis zum 18. Jahrhundert
Der exakte Beginn der Wallfahrt ist ungewiss. Sicher ist, dass Christoph Graf zu Liechtenstein um 1540, des enormen Pilgerandranges wegen, das Geschoß unterhalb der Kapelle, die heutige Kreuzkapelle, zu einem zweiten Gottesdienstraum umgestalten ließ.
Durch die großzügig angelegte Erweiterung des Wohntraktes schaffte der Schlossherr auch Raum für den 1606 angestellten Schlosskaplan, dem im Laufe der Zeit bis zu vier Priester beigegeben waren, die ständig für die Wünsche der Pilger und die Haltung des Gottesdienstes bereit standen. Im ersten Jahrzehnt des 18. Jahrhunderts waren diese Geistlichen Angehörige des Institutes, das der selige Bartholomäus Holzhauser gegründet hatte. Ihnen ist auch die Errichtung der Herz-Jesu-Bruderschaft in Mariastein zu verdanken, die am 28. Juni 1715 von Papst Klemens XI. bestätigt wurde. Durch kaiserliches Hofdekret vom 14. Januar 1791 wurde die Exemtion der Kapelle zu Mariastein und die Tatsache der unabhängigen Seelsorge an der Wallfahrtskirche bestätigt.

### Historische Quellen
Von dem Leben um die Wallfahrtskirche in früheren Zeiten zeugen insbesondere zwei Quellen von historisch hohem Wert. Die eine stellt der um die 200 Stück umfassende Altbestand von Votivtafeln dar. Die älteste Darstellung einer wunderbaren Heilung stammt aus dem Jahr 1608. Der bedeutende Kufsteiner Maler Hilarius Duvivier, ein gebürtiger Pariser, hatte sie mit fünf weiteren gefertigt. Sie schmückten früher den unteren Teil des Stiegenhauses, mussten aber, um sie vor Diebstahl und Beschädigungen zu schützen, in den Rittersaal genommen werden.
Ein noch anschaulicheres Bild vermitteln aber die im Mirakelbuch aufgezeichneten Gebetserhörungen, die sich vor dem Gnadenbild ereignet haben. Der einzige noch erhaltene Band – zwei sind in den dreißiger Jahren verschwunden – liegt in einer Veröffentlichung vor. Die dem Zeitraum von 1678 bis 1742 entstammenden Berichte geben ein ungemein lebensnahes Bild von den vielfachen Nöten und Sorgen der Menschen dieser Zeit.

## Architektur und Ausstattung
An den Schlossturm sind ein Wohntrakt und ein Treppenturm angeschlossen. Zudem sind ein großer und ein kleiner Rittersaal (Fürstensaal) mit Balken- bzw. Kassettendecke und eine Schatzkammer mit Geräten und Plastiken aus dem 16. und dem 17. Jahrhundert vorhanden.
Eingebaut sind zwei übereinanderliegende Kapellen, von denen die obere die Gnadenkapelle Unserer Lieben Frau von Mariastein ist und die untere die Kapelle zum hl. Kreuz. Die ursprünglich gotische Gnadenkapelle wurde zwischen 1682 und 1685 gebaut, sie besitzt eine Gnadenmuttergottes (um 1450) und einen Rokoko-Altar aus dem 18. Jahrhundert. Das Gnadenbild ist eine liebliche gotische Madonna mit dem Jesukind, die ein unbekannter Meister aus dem salzburgisch-bayerischen Raum geschaffen hat. In der Heiligkreuzkapelle findet sich ein sogenanntes Prager Christkindl. In der Burg wurde auch ein zwölfseitiges Pergament aufbewahrt, das früher für eine Handschrift des hl. Hieronymus gehalten wurde. Graf Paris von Cloz ließ die Handschrift untersuchen und sie wurde als ein Kodex in glagolitischer Kirchenschrift identifiziert und 1834 unter dem Titel „Glagolitia Clozianus“ veröffentlicht.

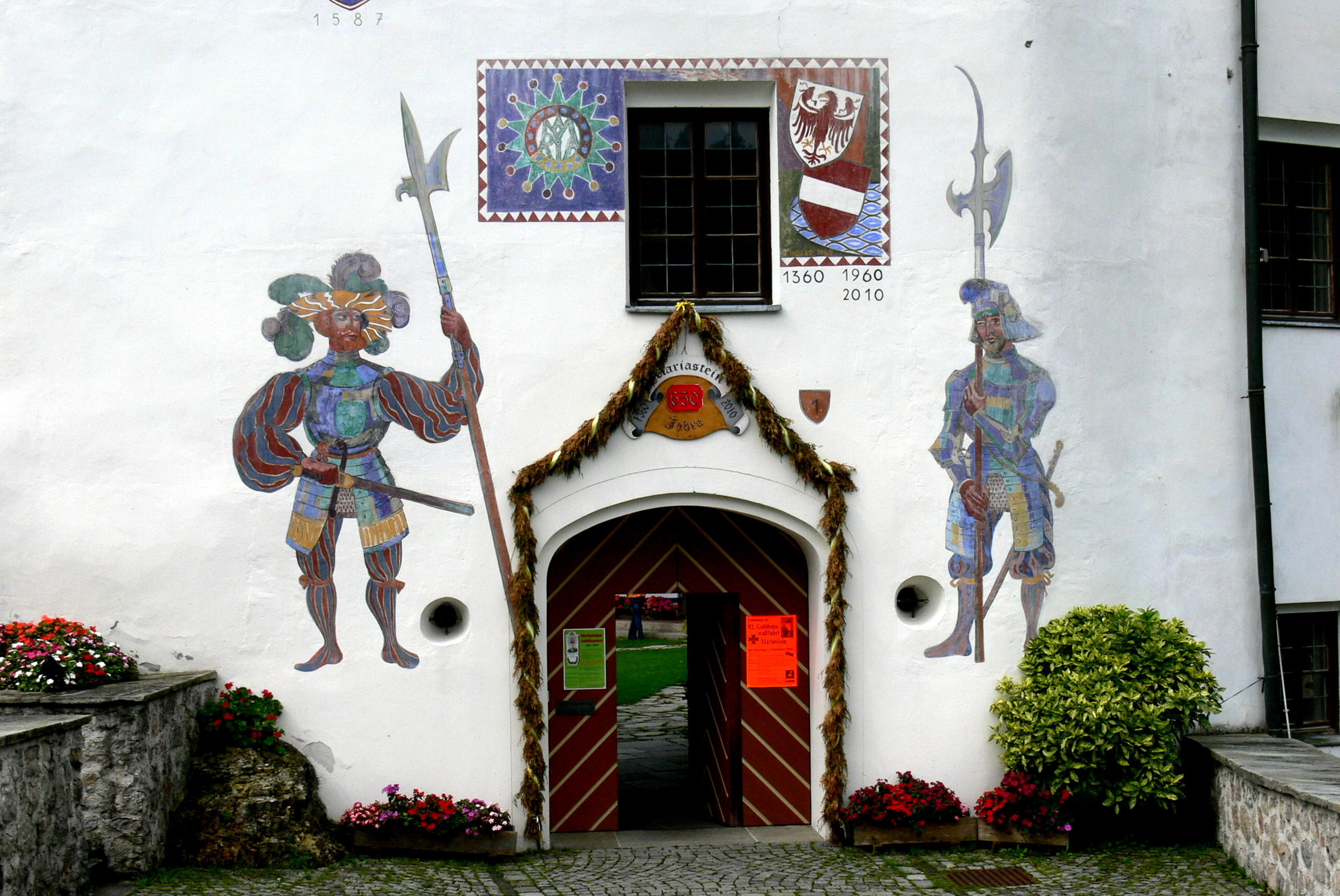
Burgtor von Mariastein

Das Eingangsportal zeigt das Wappen der Freundsberger und der Schurff. Im äußeren Eingangsbereich wurden Ende der 1950er-Jahre zwei Rittergestalten aufgemalt.
Das Schloss wird heute von Geistlichen bewohnt. Das Schlossmuseum und die Wallfahrtskirche sind öffentlich zugänglich. In dem Museum werden die Tiroler Landesinsignien mit einem Erzherzogshut und dem Zepter, gestiftet vom Landesfürsten Maximilian III., aufbewahrt. Zwischen 1959 und 1966 wurde die Burg grundlegend restauriert.